# Dimidamus
Dimidamus is een geslacht van spinnen uit de familie Nicodamidae.

## Soorten
- Dimidamus arau Harvey, 1995
- Dimidamus dimidiatus (Simon, 1897)
- Dimidamus enaro Harvey, 1995
- Dimidamus leopoldi (Roewer, 1938)
- Dimidamus sero Harvey, 1995
- Dimidamus simoni Harvey, 1995